# Verba Hispanica
Verba Hispanica es una revista editada en la ciudad eslovena de Liubliana desde 1991.

## Historia
De periodicidad anual y fundada en 1991, trata temas relacionados con las distintas lenguas de la península ibérica, traducciones desde el esloveno, estudios lingüísticos, recensiones, entre otros aspectos. Se trata de una publicación disponible en acceso abierto editada en Liubliana por la editorial de la Universidad de Liubliana y que ha contado con el soporte de la Embajada de España en el país.